# Доленя Вас (Железники)
Доленя Вас (словен. Dolenja vas) — поселення в общині Железники, Горенський регіон, Словенія. Висота над рівнем моря: 450,1 м.